# Аудіовізуальний архів

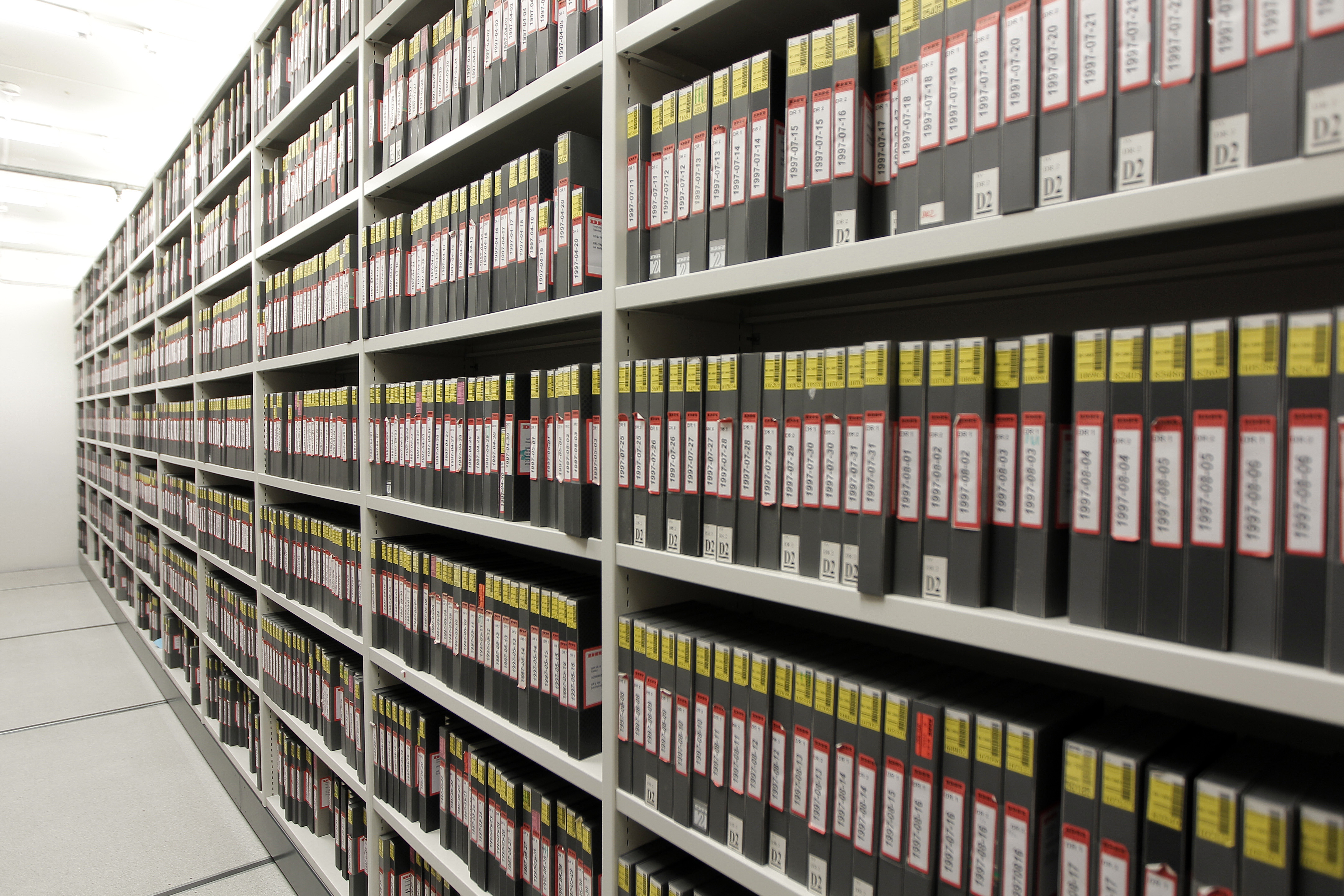
Архів відеокасет

Аудіовізуальний архів — сховище або колекція аудіо- та відеоматеріалів, які можуть включати фільми, відеозаписи, аудіозаписи, телевізійні програми, анімацію, документальні матеріали, аудіокниги та багато іншого. Це спеціально організована база даних, яка зберігається для збереження, доступу та використання цих мультимедійних ресурсів. Аудіовізуальні архіви часто використовуються у культурних установах, бібліотеках, музеях, архівах та інших медіаіндустріях для збереження спадщини, досліджень та освіти.
В архівах термін «аудіовізуальний» часто використовується узагальнено для позначення матеріалів, відмінних від письмових документів. Величезна кількість знань міститься в аудіовізуальних записах, які вважаються культурним скарбом і мають бути збережені для використання в майбутньому. Друковані матеріали не мали б такого ж охоплення для різних аудиторій, як аудіовізуальні ресурси.

## Історія

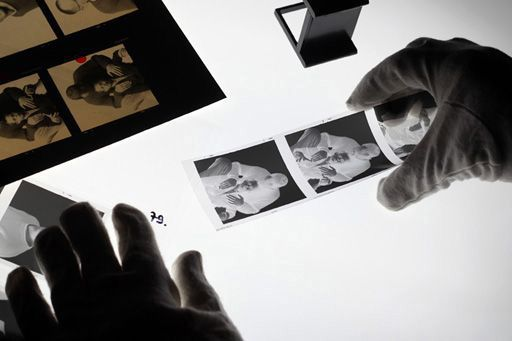
Андреас Боненстенгель Негатив

Аудіовізуальне архівування — збирання, збереження, управління та використання аудіовізуальної спадщини — затвердило свою репутацію як окрему професію. Перші аудіовізуальні архіви з'явилися близько століття тому, але постійне зростання — це в основному явище другої половини ХХ століття.

## Важливість
Аудіовізуальні записи включають до офіційних програм, оскільки вони виступають ефективним, прямим засобом комунікації і здатні охопити широкий спектр інформації, що виходить за межі можливостей письмових форм. Письмові слова не можуть зрівнятися з тим виразним виміром, який має аудіовізуальний контент. Поєднуючи звук і зображення, аудіовізуальна інформація забезпечує рівень комунікації, з яким не може зрівнятися текстовий текст. Використовуючи синергію зору і звуку, вона покращує загальне розуміння і вплив контенту, передаючи емоції, контекст і складні концепції.

## Виклики
Велика кількість і різноманітність аудіовізуальних матеріалів призвела до того, що для багатьох інституцій постало питання їхнього збереження. Метою інституційного збереження є гарантування постійної доступності матеріалів. Погіршення стану аудіовізуальних записів прискорюється через неналежне поводження з ними та небезпечні умови зберігання.
Найбільшою перешкодою для використання аудіовізуальних матеріалів є те, що багато з них залежать від комп'ютерної техніки, що стає основним бар'єром для їх використання в сільських громадах, де обладнання та електропостачання можуть бути недоступними. Багато архівів наполегливо працюють над тим, щоб відкрити доступ до своїх фондів. Вони можуть співпрацювати з навчальними закладами, спонсорувати виставки, надавати онлайн-майданчики для перегляду та прослуховування контенту. Крихкість аналогового матеріалу, обмеження авторського права та швидкий розвиток цифрових форм створюють перешкоди для аудіовізуальних архівів. Управління та збереження великомасштабних даних може бути дорогим і технічно складним. Розвиток цифрових технологій покращив методи збереження, а також створив нові труднощі. Щоб забезпечити постійне використання своїх колекцій, архіви повинні бути в курсі мінливих стандартів і форматів. Зокрема, при роботі з конфіденційним або культурно релевантним контентом архіви повинні дотримуватись правил авторського права та інтелектуальної власності, а також етичних міркувань. Щоб забезпечити безперервне збереження цих безцінних культурних матеріалів, організації та експерти в цій галузі виступають за переваги аудіовізуального архівування та просять про фінансування та законодавчу підтримку.

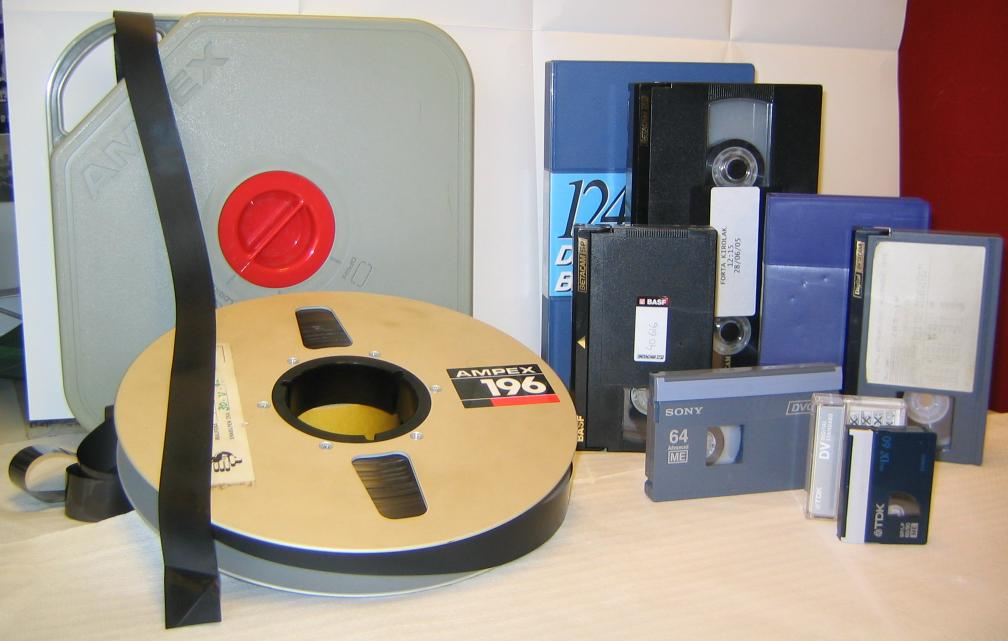
Відеокасети в асортименті

Аудіовізуальні ресурси, що мають культурне, історичне та освітнє значення, мають бути збережені та доступні для громадськості через аудіовізуальні архіви. Вони мають вирішальне значення для аналізу, навчання та розвитку культурної спадщини. Вони намагаються управляти і зберігати постійно зростаюче розмаїття аналогового і цифрового контенту, проте, але є деякі принципи, стандарти та формати, які полегшують ці функції.

## Принципи
Подібно до традиційних архівів, але модифікованих для візуальних і звукових носіїв, аудіовізуальні архіви дотримуються схожих принципів. Ці принципи включають:
Походження: збереження оригінального контексту та задуму творця щодо аудіовізуальних матеріалів.
Оригінальний порядок: збереження порядку та розташування аудіо- та візуальних записів, як вони були створені або використані.
Доступ і використання: баланс доступності для досліджень і освіти з дотриманням юридичних і етичних обмежень, таких як авторське право та конфіденційність.
Збереження: захист аудіовізуальних матеріалів шляхом оцифрування, належного зберігання та реставрації.
Технологічна інтеграція: слідкуйте за розвитком технологій, щоб забезпечити безперервну зручність цифрових форматів і інструментів для керування аудіовізуальними колекціями та доступу до них. Ці принципи керують організацією, збереженням і доступністю аудіовізуальних матеріалів.

## Стандарти
Щоб забезпечити оптимальне управління та збереження, аудіовізуальні архіви часто дотримуються кількох стандартів і моделей. Деякі з цих стандартів включають, але не обмежуються:
1. SMPTE Товариство інженерів кіно та телебачення Часовий код: загальний стандарт для синхронізації аудіо та відео в телерадіомовленні та кіноіндустрії.
2. Формат обміну матеріалами (MXF): MXF — це стандартний формат файлів для обміну аудіо- та відеоматеріалами. Це поширене явище у професійному відеовиробництві та трансляції.
3. PBCore: PBCore, розроблений проектом Public Broadcasting Preservation Fellow, є стандартом метаданих, спеціально розробленим для аудіовізуальних матеріалів в архівах суспільного мовлення.
4. FADGI (Ініціатива федеральних агенцій щодо оцифровки): FADGI надає вказівки та стандарти для оцифрування та збереження аудіовізуальних матеріалів, особливо для державних установ.
5. PREMIS (Метадані збереження: Стратегії впровадження): PREMIS є загальновизнаним стандартом метаданих для цифрового збереження, включаючи аудіовізуальний вміст.
6. OAIS (відкрита архівна інформаційна система): модель OAIS є еталонною моделлю цифрового збереження, яка допомагає організаціям керувати, зберігати та надавати доступ до своїх аудіовізуальних архівів.
7. METS (стандарт кодування та передачі метаданих): METS — це стандарт для кодування описових, адміністративних і структурних метаданих про об'єкти в цифрових бібліотеках, які можна застосовувати до аудіовізуальних матеріалів.
8. Закодований архівний опис (EAD): хоча в основному використовується для текстових матеріалів, EAD часто адаптується для аудіовізуальних колекцій, забезпечуючи стандартизований спосіб кодування засобів пошуку.
9. Дублінське ядро: це набір із п'ятнадцяти основних елементів метаданих для опису цифрових або фізичних ресурсів.
Управління та обмін аудіовізуальними архівами стало простішим для установ завдяки цим стандартам і моделям, які також гарантують їх сумісність, доступність і довгострокове збереження.

## Формати
Фахівцям із збереження цифрових даних потрібна інформація про певний тип файлу, щоб прийняти найкращі рішення щодо довгострокового збереження цифрових даних. Для файлів зображень, аудіо та відео рекомендовано такі формати: JPEG 2000, TIFF, FLAC, MP3, Wave, Broadcast Wave, Digital Cinema Package (DCP), Motion JPEG 2000, MPEG-2, MPEG-4.
Бібліотека Конгресу США щороку публікує Заяву про рекомендовані формати, яка містить список рекомендованих і прийнятних форматів, найбільш ідеальних для збереження та доступу в майбутньому. Переважними відеоформатами 2023—2024 є Interoperable Master Format (IMF), FFV1 (оболонка Matrovska .mkv), ProRes, MPEG-2 і XDCAM. У Заяві про рекомендовані формати на 2023—2024 роки формат FFV1 було оновлено з «прийнятного» до «бажаного» формату для відео.